# Live at Donington
Live at Donington – album koncertowy brytyjskiej grupy heavymetalowej Iron Maiden nagrany podczas występu zespołu na festiwalu Monsters of Rock w Castle Donington podczas trasy koncertowej Fear of the Dark Tour. Od innych albumów koncertowych zespołu wyróżniają go czarno-białe sceny.
Do utworu "Running Free" zaproszony został gościnnie Adrian Smith – były wówczas członek grupy. Było to pierwsze publiczne wystąpienie zespołu z trzema gitarzystami którzy po powrocie Bruce Dickinsona i Adriana Smitha do składu w 1999 roku robią to do dziś.
Album wydano ponownie w 1998.

## Lista utworów

### CD 1
1. "Be Quick or Be Dead"
2. "The Number of the Beast"
3. "Wrathchild"
4. "From Here to Eternity"
5. "Can I Play with Madness"
6. "Wasting Love"
7. "Tailgunner"
8. "The Evil That Men Do"
9. "Afraid to Shoot Strangers"
10. "Fear of the Dark"

### CD 2
1. "Bring Your Daughter...To the Slaughter"
2. "The Clairvoyant"
3. "Heaven Can Wait"
4. "Run to the Hills"
5. "2 Minutes to Midnight"
6. "Iron Maiden"
7. "Hallowed Be Thy Name"
8. "The Trooper"
9. "Sanctuary"
10. "Running Free"

## Lista utworów w reedycji

### CD 1
1. "Be Quick or Be Dead"
2. "The Number of the Beast"
3. "Wrathchild"
4. "From Here to Eternity"
5. "Can I Play with Madness"
6. "Wasting Love"
7. "Tailgunner"
8. "The Evil That Men Do"
9. "Afraid to Shoot Strangers"
10. "Fear of the Dark"
11. "Bring Your Daughter...To the Slaughter"
12. "The Clairvoyant"
13. "Heaven Can Wait"
14. "Run to the Hills"

### CD 2
1. "2 Minutes to Midnight"
2. "Iron Maiden"
3. "Hallowed Be Thy Name"
4. "The Trooper"
5. "Sanctuary"
6. "Running Free"

## Twórcy
- Bruce Dickinson – śpiew
- Dave Murray – gitara
- Janick Gers – gitara
- Steve Harris – gitara basowa
- Nicko McBrain – perkusja
- Michael Kenney – keyboard (gościnnie)
- Adrian Smith – gitara (gościnnie)